# Reizo Fukuhara
Reizo Fukuhara, född 2 april 1931 i Hiroshima prefektur, Japan, död 27 februari 1970, var en japansk fotbollsspelare.